# Pomfret Plantation
Plantation Pomfret é uma casa histórica localizada em Marion, Somerset County, Maryland, Estados Unidos. Construída entre 1810 e 1830, a propriedade também inclui um cemitério da família do século 19 da família Coulbourne e seus descendentes proprietários originais da construção. 